# Skråmträsk
Skråmträsk är en by sydväst om Skellefteå i Skellefteå kommun.
Bebyggelsen återfinns på båda sidor om Skråmträsket och sträcker sig också norrut mot Skellefteå. Skråmträsk är en öppen jordbruksbygd. I byn finns bland annat skola, lanthandel och sommarcafé. 
Skråmträskskolan, som är från 1928, har ett femtiotal elever från förskoleklass till årskurs sex. Det finns även en förskola för de yngre barnen. I anslutning till skolan finns en gymnastikhall, byggd 1992, som används av både skolan och föreningar. I Skråmträskbygden finns en byaförening, idrottsföreningen IFK Bjurfors och en EFS-förening. EFS-föreningen har varit aktiv i byn sedan 1905, och har sin verksamhet i byns bönhus.
Betydelsen av ortnamnet är okänt.